# Mateusz Wdowiak
Mateusz Wdowiak (Cracovia, 28 agosto 1996) è un calciatore polacco, centrocampista dello Zagłębie Lubin.

## Carriera

### Club

#### KS Cracovia e Sandecja Nowy Sącz
Formatosi nel club KS Cracovia dall'età di dieci anni, Mateusz Wdowiak ha iniziato la sua carriera professionale lì nel febbraio 2015 in una partita di campionato contro lo Śląsk Wrocław. Entrato al 73º minuto, è coinvolto nel pareggio della sua squadra, fornendo un assist al centrocampista Marcin Budziński. Giocherà altre dodici partite fino alla fine della stagione, sei delle quali da titolare. Nella stagione successiva si divide tra la prima e la squadra di riserva, impegnata nel campionato di quarta divisione.
Durante la stagione 2016-2017, Mateusz Wdowiak fu ceduto in prestito nel gennaio 2017 al Sandecja Nowy Sącz, un club di seconda divisione, fino a fine stagione, vincendo il campionato. Tornato a Cracovia nell'estate del 2017, non si è imposto definitivamente fino alla stagione 2018-2019.
Nell'estate del 2019 è stato selezionato per partecipare alla fase finale del Campionato europeo di calcio Under-21 2019. In un girone difficile composto da Italia e Spagna, tra gli altri, la Polonia fece bella figura: in testa al proprio girone prima dell'ultima partita, è stata poi eliminata dalla squadra iberica, futuri campioni d'Europa. Wdowiak rimarrà in panchina per tutta la competizione.

### Nazionale
Ha giocato nelle nazionali giovanili polacche Under-19, Under-20 ed Under-21.

## Palmarès

### Club

#### Competizioni nazionali
- Campionato polacco: 1

Raków Częstochowa: 2022-2023
- Coppa di Polonia: 3

KS Cracovia: 2019-2020
Raków Częstochowa: 2020-2021, 2021-2022
- Supercoppa di Polonia: 2

Raków Częstochowa: 2021, 2022
- Campionato polacco di seconda divisione: 1

Sandecja Nowy Sącz: 2016-2017